# Paphiopedilum wardii
Paphiopedilum wardii là một loài lan thuộc Chi Lan hài, Họ Lan. Loài này sinh sống ở tây nam Vân Nam đến Myanmar.

## Hình ảnh

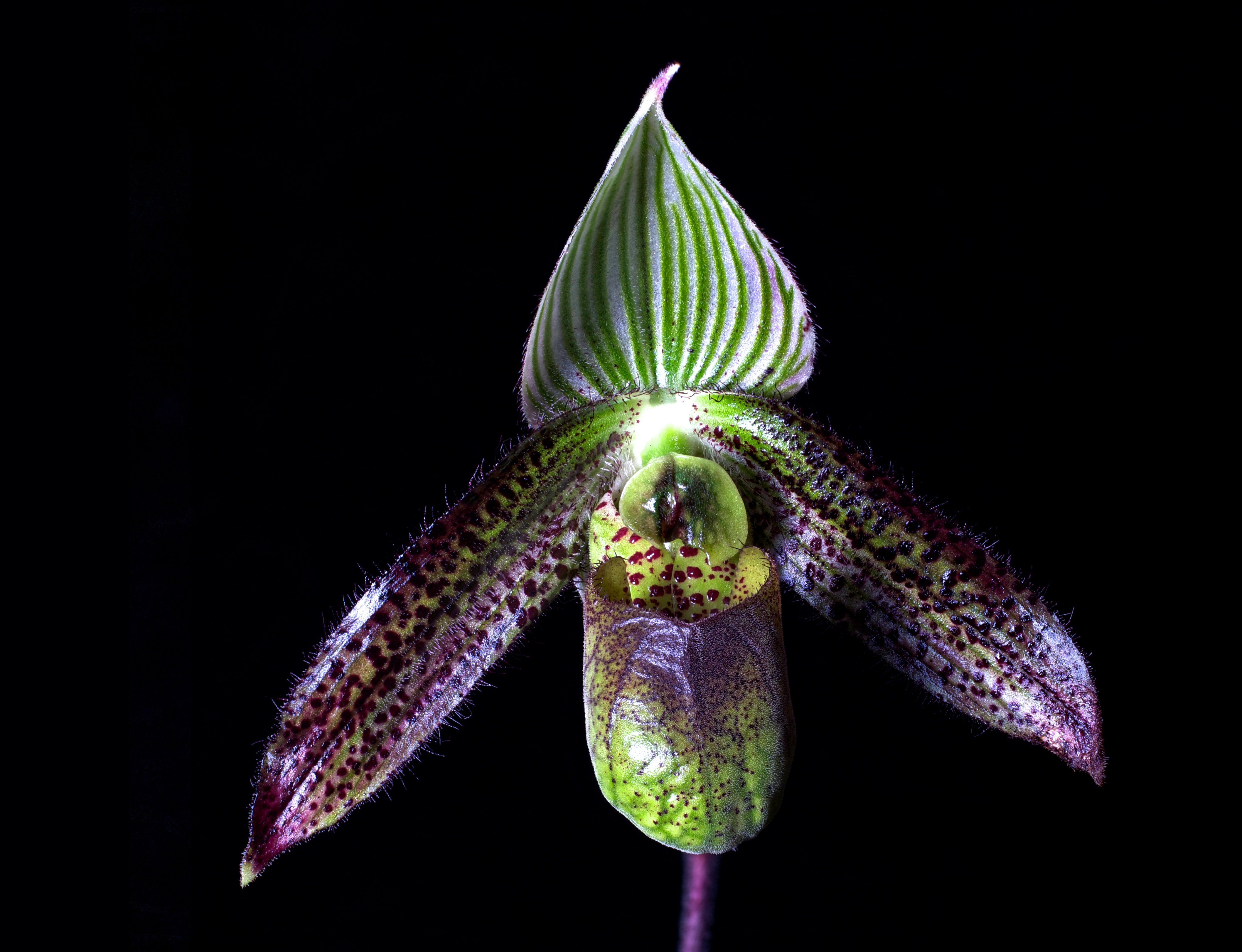
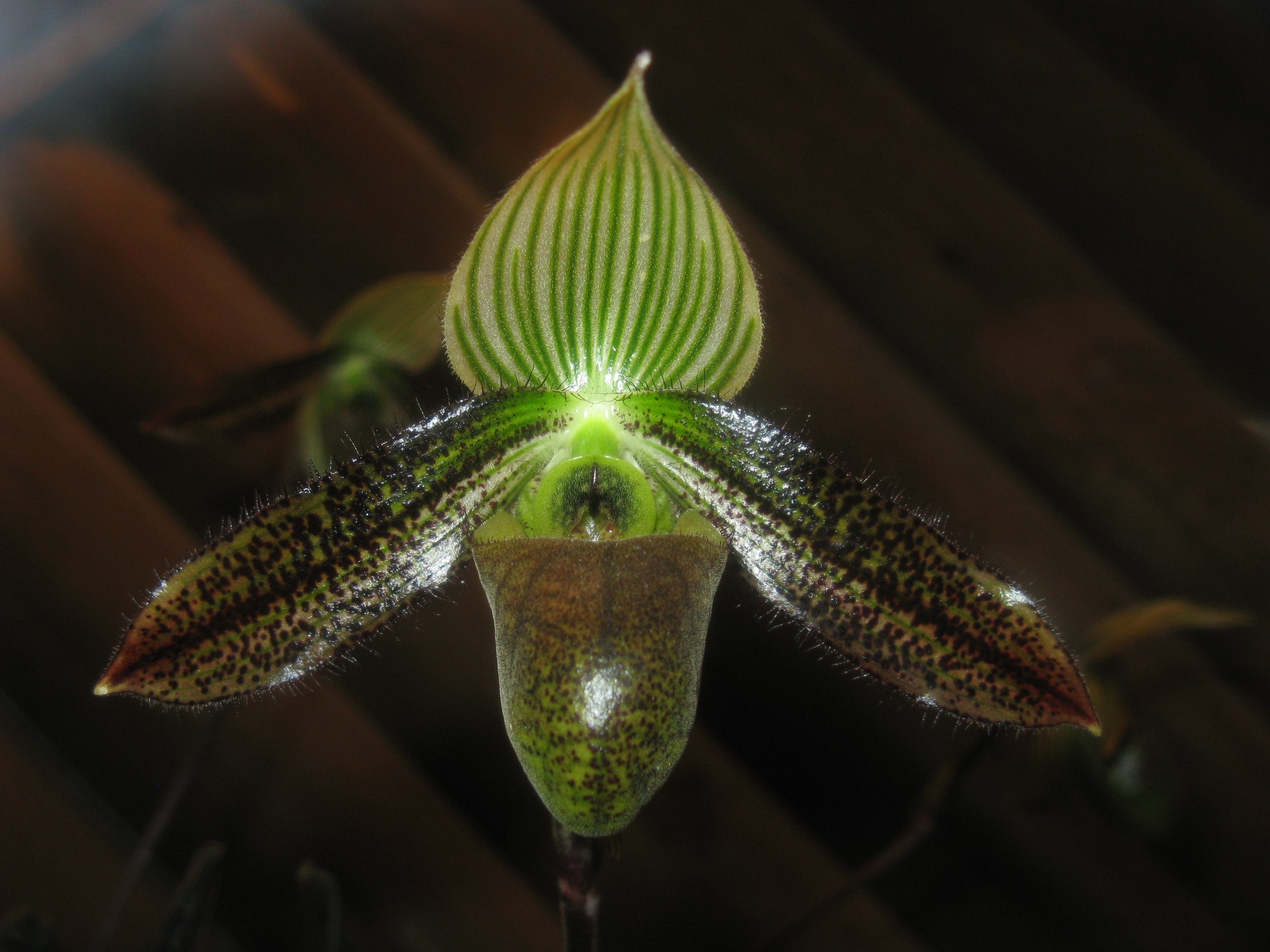
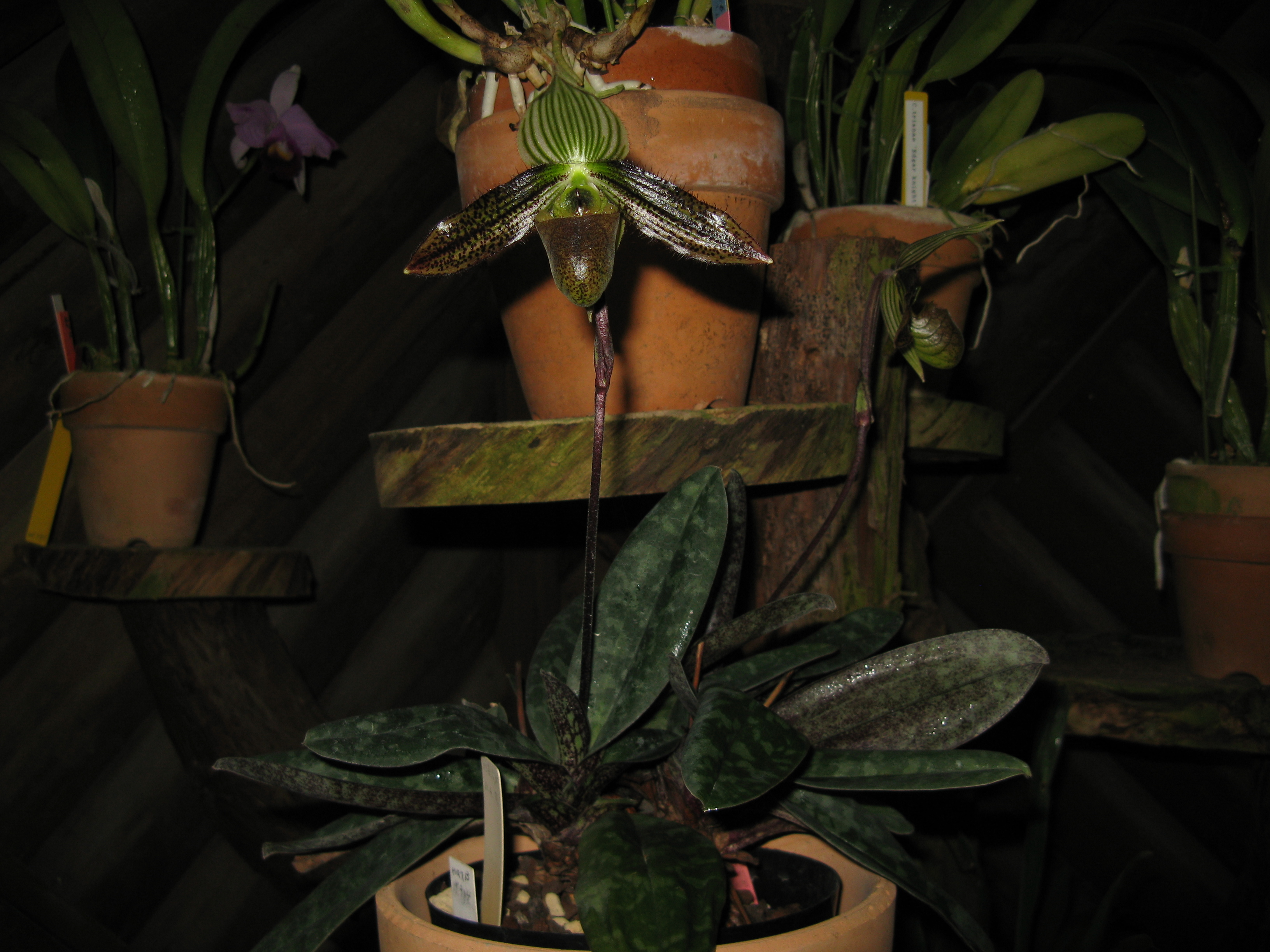